# Ладижка
Лади́жка — річка в Україні, в межах Старокостянтинівського району Хмельницької області. Права притока Случі (басейн Дніпра).

## Опис
Довжина 23 км. Площа водозбірного басейну 138 км². Річкова долина у верхній та середній течії вузька, схили порізані численними балками, у пониззі долина широка і неглибока. Заплава місцями заболочена. Споруджено кілька ставів та меліоративних каналів.

## Розташування
Ладижка бере початок на захід від села Вербородинці. Тече спершу переважно на північний схід, в пониззі — на північ (місцями північний захід). Впадає до Случі в межах села Губин. 
Над річкою розташовані села: Вербородинці, Гнатки, Романіни Ємці, Баглаї, Лажева Ладиги і Губин.